# Cyrtandra sandwicensis
Cyrtandra sandwicensis là một loài thực vật có hoa trong họ Tai voi. Loài này được (H.Lév.) H.St.John & Storey mô tả khoa học đầu tiên năm 1950.